# Goroubankassam
Goroubankassam (auch: Gorouban Kassam, Gorou Bankassam, Goroun Bankassam) ist eine Landgemeinde im Departement Dosso in Niger.

## Geographie
Goroubankassam liegt in der Großlandschaft Sudan. Die Nachbargemeinden sind Mokko im Nordwesten, Tombokoirey I im Nordosten, Karguibangou im Osten, Tessa im Südosten, Farey im Süden, Gollé im Südwesten und Dosso im Westen. Bei den Siedlungen im Gemeindegebiet handelt es sich um 36 Dörfer, 32 Weiler und 28 Lager. Der Hauptort der Landgemeinde ist das Dorf Goroubankassam.
Durch den Osten des Gemeindegebiets verläuft in Nord-Süd-Richtung das große, periodisch wasserführende Trockental Dallol Foga.

## Geschichte
Die Landgemeinde Goroubankassam ging 2002 bei einer landesweiten Verwaltungsreform aus einem Teil des Kantons Dosso hervor. Im Juni 2008 zerstörten Überschwemmungen 181 Hütten in der Gemeinde, 266 Einwohner galten als geschädigt. Der staatliche Stromversorger NIGELEC elektrifizierte den Hauptort im Jahr 2018.

## Bevölkerung
Bei der Volkszählung 2012 hatte die Landgemeinde 33.125 Einwohner, die in 3817 Haushalten lebten. Bei der Volkszählung 2001 betrug die Einwohnerzahl 24.870 in 2996 Haushalten.
Im Hauptort lebten bei der Volkszählung 2012 2442 Einwohner in 343 Haushalten, bei der Volkszählung 2001 2126 in 261 Haushalten und bei der Volkszählung 1988 2087 in 266 Haushalten.
In ethnischer Hinsicht ist die Gemeinde ein Siedlungsgebiet von Zarma und Arawa.

## Politik
Der Gemeinderat (conseil municipal) hat 13 gewählte Mitglieder. Mit den Kommunalwahlen 2020 sind die Sitze im Gemeinderat wie folgt verteilt: 4 ANDP-Zaman Lahiya, 4 PNDS-Tarayya, 2 MPR-Jamhuriya, 2 RNDP-Aneima Banizoumbou und 1 MODEN-FA Lumana Africa.
Jeweils ein traditioneller Ortsvorsteher (chef traditionnel) steht an der Spitze von 33 Dörfern in der Gemeinde, darunter dem Hauptort.

## Wirtschaft und Infrastruktur
Die Gemeinde liegt in einer Zone, in der Regenfeldbau betrieben wird. Das staatliche Versorgungszentrum für landwirtschaftliche Betriebsmittel und Materialien (CAIMA) unterhält eine Verkaufsstelle im Hauptort.
Im Hauptort ist ein Gesundheitszentrum des Typs Centre de Santé Intégré (CSI) vorhanden. Der CEG Goroubankassam ist eine allgemein bildende Schule der Sekundarstufe des Typs Collège d’Enseignement Général (CEG). Beim Centre de Formation aux Métiers de Goroubankassam (CFM Goroubankassam) handelt es sich um ein Berufsausbildungszentrum.
Die einfache Landstraße der Route 360 zwischen Mokko und Tourobon führt unter anderem durch den Hauptort Goroubankassam und das Dorf Niki Béri.